# Hyrdetaske (slægt)
Hyrdetaske (Capsella) er en slægt med mere end 25 arter, der er udbredt i alle verdensdele undtagen Antarktis. Det er urteagtige planter med opret vækst, glatte skud og smalle, helrandede blade. Blomsterne er små og sidder samlet i åbne, endestillede stande. Frugterne er kapsler med mange frø. Her omtales kun de arter, som er vildtvoksende eller naturaliserede i Danmark.
| Arter |

- Hyrdetaske (Capsella bursa-pastoris)